# Kidin-Hutran III
Kidin-Ḫutran III was rond 1220 v.Chr. koning van Elam. Hij is voornamelijk bekend uit de Babylonische Kroniek P.
Hij viel de streek ten oosten van de Tigris binnen, verwoestte de stad Der en de plaatselijke tempel Edimgalkalamma en trok daarna op naar Nippur, voerde een deel van de bevolking af en stootte de Babylonische (vazal)koning Enlil-nadin-shumi van de troon, een Kassitische vorst die onderhorig was aan Tukulti-Ninurta I van Assyrië. Later viel hij ook een volgende vazal Adad-shuma-iddina aan en belaagde zowel Marad als Isin. Hij was waarschijnlijk verwant aan de legitieme Kassitische vorsten die door de Assyriërs van de troon gestoten waren. Deze lijn kwam spoedig met Adad-shuma-usur weer op de troon. Of dit met hulp van de Elamieten gebeurde is niet duidelijk.